# Zaoshi-Kultur der unteren Schicht
Die Kultur der unteren Zaoshi-Schicht (chinesisch 皂市下层文化, Pinyin Zaoshi xiaceng wenhua, englisch Zaoshi lower level culture; kurz: Lower Zaoshi) war eine neolithische Kultur im mittleren Jangtsekiang-Gebiet in China. Sie wird auf eine Zeit von 7500 bis 7000 v. Chr. datiert.
Die namensgebende Zaoshi-Stätte (皂市遗址) liegt in der Großgemeinde Zaoshi 皂市镇 des Kreises Shimen in der Provinz Hunan.